# Yago Felipe da Costa Rocha
Yago Felipe da Costa Rocha (Limoeiro do Norte, 3 febbraio 1995) è un calciatore brasiliano, centrocampista o ala del Mirassol.

## Caratteristiche tecniche
È un trequartista.

## Carriera
Ha esordito il 13 febbraio 2014 con la maglia del Figueirense in occasione del match del Campionato Carioca pareggiato 1-1 contro il Joinville.

## Statistiche

### Presenze e reti nei club
Statistiche aggiornate al 5 maggio 2018.
| Stagione           | Squadra            | Campionato         | Campionato | Campionato | Coppe nazionali | Coppe nazionali | Coppe nazionali | Coppe continentali | Coppe continentali | Coppe continentali | Altre coppe | Altre coppe | Altre coppe | Totale | Totale | Totale |
| Stagione           | Squadra            | Comp               | Pres       | Reti       | Comp            | Pres            | Reti            | Comp               | Pres               | Reti               | Comp        | Pres        | Reti        | Pres   | Reti   |        |
| ------------------ | ------------------ | ------------------ | ---------- | ---------- | --------------- | --------------- | --------------- | ------------------ | ------------------ | ------------------ | ----------- | ----------- | ----------- | ------ | ------ | ------ |
| 2014               | Figueirense        | A/RJ+A             | 1+5        | 0          | CB              | 0               | 0               |                    | -                  | -                  |             | -           | -           | 6      | 0      |        |
| 2015               | Figueirense        | A/RJ+A             | 10+28      | 1+1        | CB              | 8               | 0               |                    | -                  | -                  |             | -           | -           | 46     | 2      |        |
| 2016               | Figueirense        | A/RJ+A             | 8+12       | 0          | CB              | 3               | 0               | CS                 | 1                  | 0                  | PL          | 1           | 0           | 25     | 0      |        |
| 2017               | Figueirense        | A/RJ+B             | 12+0       | 0          | CB              | 1               | 0               |                    | -                  | -                  | PL          | 3           | 0           | 16     | 0      |        |
| Totale Figueirense | Totale Figueirense | Totale Figueirense | 76         | 2          |                 | 12              | 0               |                    | 1                  | 0                  |             | 4           | 0           | 93     | 6      |        |
| 2017               | Vitória            | PD/BA+A            | 0+28       | 4          | CB              | 0               | 0               |                    | -                  | -                  |             | -           | -           | 28     | 4      |        |
| 2018               | Vitória            | PD/BA+A            | 6+4        | 1+1        | CB              | 6               | 1               |                    | -                  | -                  | CDN         | 6           | 5           | 22     | 8      |        |
| Totale carriera    | Totale carriera    | Totale carriera    | 114        | 8          |                 | 18              | 1               |                    | 1                  | 0                  |             | 10          | 5           | 143    | 14     |        |

## Palmarès

### Club

#### Competizioni statali
- Campionato Carioca: 2

Fluminense: 2022, 2023
- Taça Guanabara: 2

Fluminense: 2022, 2023
- Campionato Baiano: 1

Bahia: 2025

### Individuale
- Capocannoniere della Copa do Nordeste: 1

2018 (5 reti)